# Juan José Rodríguez Aguado
Juan José Rodríguez Aguado, més conegut com a Juanjo (Palència, 15 de maig de 1973) és un exfutbolista castellanolleonès, que ocupava la posició de davanter.

## Trajectòria
Comença a destacar a les files del CF Palencia. D'ací fitxa pel Real Burgos, amb qui debuta a Segona Divisió la campanya 93/94. L'any següent debuta a la màxima categoria amb el CD Logroñés, amb qui marca un gol en 9 partits a la màxima categoria.
La temporada 95/96 és titular amb el Sestao Sport, on assoleix 8 dianes. El club verd-i-negre perd la categoria, i el davanter recala a un altre club basc, la SD Eibar, amb qui marca sis gols.
La carrera del castellanolleonès prossegueix per equips de Segona Divisió B, com el Benidorm CD o la Gimnástica de Torrelavega. A la temporada 02/03 retorna a disputar la categoria d'argent amb el Terrassa FC, tot i que només apareix en sis ocasions, marcant un gol.
Posteriorment, juga al Burgos CF i de nou al CF Palencia.